# Дорожкино (Псковська область)
Дорожкино (рос. Дорожкино) — присілок в Новоржевському районі Псковської області Російської Федерації.
Населення становить 29 осіб. Входить до складу муніципального утворення Вехнянська волость.

## Історія
Від 2015 року входить до складу муніципального утворення Вехнянська волость.

## Населення
| 2001 | 2002 | 2010 |
| ---- | ---- | ---- |
| 55   | ↗59  | ↘29  |